# Лэрд, Энн
Энн (Э́нни) Лэрд (англ. Anne "Annie" Laird; род. 20 мая 1970, Эдинбург) — шотландская и британская кёрлингистка.
В составе женской сборной Великобритании участвовала в зимних Олимпийских играх 2010 года. В составе женской сборной Шотландии чемпион и призёр чемпионатов мира, призёр чемпионатов Европы. Многократная чемпионка Шотландии среди женщин. Призёр чемпионата Шотландии среди смешанных команд. В составе юниорской женской сборной Шотландии призёр чемпионатов мира. Чемпионка Шотландии среди юниоров.
В «классическом» кёрлинге (команда из четырёх человек одного пола) играла на позиции первого.

## Достижения
- Чемпионат мира по кёрлингу среди женщин: золото (2002); серебро (2010).
- Чемпионат Европы по кёрлингу: серебро (2010).
- Чемпионат Шотландии по кёрлингу среди женщин: золото (2002, 2004, 2008, 2009, 2010).
- Чемпионат Шотландии по кёрлингу среди смешанных команд: серебро (2007).
- Чемпионат мира по кёрлингу среди юниоров: бронза (1991).
- Чемпионат Шотландии по кёрлингу среди юниоров: золото (1991).

## Команды
| Сезон                                          | Четвёртый     | Третий         | Второй            | Первый        | Запасной           | Тренер              | Турниры                                 |
| ---------------------------------------------- | ------------- | -------------- | ----------------- | ------------- | ------------------ | ------------------- | --------------------------------------- |
| 1990—91                                        | Джиллиан Барр | Клэр Милн      | Джанис Уотт       | Энн Лэрд      |                    | Питер Лаудон (ЧМЮ)  | ЧШЮ 1991 · ЧМЮ 1991                     |
| 1998—99                                        | Дебора Нокс   | Изобель Ханнен | Уэнди Белл        | Джудит Стобби | Энн Лэрд           | Алекс Ф. Торранс    | ЧМ 1999 (10 место)                      |
| 2001—02                                        | Джеки Локхарт | Шейла Суон     | Катриона Фэруэтер | Энн Лэрд      | Эдит Лаудон (ЧМ)   |                     | ЧШЖ 2002 · ЧМ 2002                      |
| 2002—03                                        | Джеки Локхарт | Шейла Суон     | Катриона Фэруэтер | Энн Лэрд      | Эдит Лаудон        | Изобель Ханнен      | ЧЕ 2002 (6 место)                       |
| 2003—04                                        | Джеки Локхарт | Шейла Суон     | Катриона Фэруэтер | Энн Лэрд      | Келли Вуд (ЧМ)     | Изобель Ханнен      | ККК 2003 · ЧШЖ 2004 · ЧМ 2004 (5 место) |
| 2004—05                                        | Джеки Локхарт | Карен Эддисон  | Катриона Дэвидсон | Энн Лэрд      |                    |                     |                                         |
| 2007—08                                        | Гейл Манро    | Линдси Уилсон  | Карен Эддисон     | Энн Лэрд      | Линн Кэмерон (ЧМ)  | Рона Мартин         | ЧШЖ 2008 · ЧМ 2008 (10 место)           |
| 2008—09                                        | Ив Мюрхед     | Карен Эддисон  | Рейчел Симмс      | Энн Лэрд      | Джеки Локхарт (ЧМ) | Изобель Ханнен (ЧМ) | ЧШЖ 2009 · ЧМ 2009 (8 место)            |
| 2009—10                                        | Ив Мюрхед     | Джеки Локхарт  | Келли Вуд         | Лорна Веверс  | Энн Лэрд           | Нэнси Мёрдок'       | ЧШЖ 2010 · ЗОИ 2010 (7 место)           |
| 2009—10                                        | Ив Мюрхед     | Келли Вуд      | Лорна Веверс      | Энн Лэрд      | Сара Рид           | Нэнси Мёрдок        | ЧМ 2010                                 |
| 2010—11                                        | Ив Мюрхед     | Келли Вуд      | Лорна Веверс      | Энн Лэрд      | Анна Слоун (ЧЕ)    | Гордон Мюрхед (ЧЕ)  | ЧЕ 2010 · ЧШЖ 2011 (4 место)            |
| 2012—13                                        | Джеки Локхарт | Karen Kennedy  | Катриона Дэвидсон | Энн Лэрд      |                    |                     |                                         |
| Кёрлинг среди смешанных команд (mixed curling) |               |                |                   |               |                    |                     |                                         |
| 2006—07                                        | Moray Combe   | Карен Эддисон  | Sandy Christie    | Энн Лэрд      |                    |                     | ЧШСК 2007                               |

(скипы выделены полужирным шрифтом)